# Иствуд, Эрл
Эрл Хэмилтон Ричард Иствуд (англ. Earl Hamilton Richard Eastwood; 2 ноября 1905, Гамильтон, Онтарио — 4 июля 1968, Гамильтон, Онтарио) — канадский гребец, выступавший за сборную Канады по академической гребле в начале 1930-х годов. Бронзовый призёр летних Олимпийских игр в Лос-Анджелесе, обладатель бронзовой медали Игр Британской империи в Гамильтоне, победитель многих региональных соревнований в составе гамильтонского лодочного клуба «Леандер».

## Биография
Эрл Иствуд родился 2 ноября 1905 года в городе Гамильтон провинции Онтарио, Канада.
Занимался академической греблей в гамильтонском лодочном клубе «Леандер», в составе которого неоднократно становился победителем и призёром различных соревнований регионального значения.
Первого серьёзного успеха на международном уровне добился в сезоне 1930 года, когда вошёл в основной состав канадской национальной сборной и выступил на домашних Играх Британской империи в Гамильтоне, где стал бронзовым призёром в восьмёрках — уступил здесь только экипажам из Англии и Новой Зеландии.
Наивысшего успеха как спортсмен добился в 1932 году, когда со своим клубом выиграл Королевскую канадскую регату Хенли и благодаря череде удачных выступлений удостоился права защищать честь страны на летних Олимпийских играх в Лос-Анджелесе. В программе распашных рулевых восьмёрок вместе с гребцами Джозефом Харрисом, Стэнли Станьяром, Гарри Фраем, Седриком Лидделлом, Уильямом Тобурном, Дональдом Боалом, Альбертом Тейлором и рулевым Лесом Макдональдом занял второе место в предварительном квалификационном заезде, уступив более четырёх секунд экипажу Соединённых Штатов, собранному из студентов Калифорнийского университета в Беркли, и не смог отобраться в финал напрямую. Тем не менее, в дополнительном отборочном заезде одержал убедительную победу, опередив команды из Германии и Японии — тем самым всё же вышел в финальную стадию соревнований. В решающем финальном заезде безоговорочными лидерами стали американцы и итальянцы, завоевавшие золотые и серебряные медали соответственно, тогда как канадцы в напряжённой борьбе за третье место всего на 0,4 секунды опередили титулованных гребцов из Великобритании, победителей нескольких последних Королевских регат Хенли. Эрл Иствуд, таким образом, вместе со своей командой стал обладателем бронзовой олимпийской медали.
После лос-анджелесской Олимпиады Иствуд больше не показывал сколько-нибудь значимых результатов в академической гребле на международном уровне.
Завершив спортивную карьеру, переехал на постоянное жительство в США, где в течение многих лет работал на железной дороге. Незадолго до смерти в 1968 году вернулся на родину.
Умер 4 июля 1968 года в Гамильтоне в возрасте 62 лет.